# Anacampsis aduncella
Anacampsis aduncella är en fjärilsart som beskrevs av Philipp Christoph Zeller 1868. Anacampsis aduncella ingår i släktet Anacampsis och familjen stävmalar. Inga underarter finns listade i Catalogue of Life.